# Lopez (Quezon)
Lopez is een gemeente in de Filipijnse provincie Quezon op het eiland Luzon. Bij de laatste census in 2010 telde de gemeente ruim 91 duizend inwoners.

## Geografie

### Bestuurlijke indeling
Lopez is onderverdeeld in de volgende 95 barangays:
| - Bacungan - Bagacay - Banabahin Ibaba - Banabahin Ilaya - Bayabas - Bebito - Bigajo - Binahian A - Binahian B - Binahian C - Buenavista - Burgos - Buyacanin - Cagacag - Calantipayan - Canda Ibaba - Canda Ilaya - Cawayan - Cawayanin - Cogorin Ibaba - Cogorin Ilaya - Concepcion - Danlagan - De La Paz | - Del Pilar - Del Rosario - Esperanza Ibaba - Esperanza Ilaya - Gomez - Guihay - Guinuangan - Guites - Hondagua - Ilayang Ilog B - Inalusan - Jongo - Lalaguna - Lourdes - Mabanban - Mabini - Magallanes - Magsaysay - Maguilayan - Mahayod-Hayod - Mal-ay - Mandoog - Manguisian - Matinik | - Monteclaro - Pamampangin - Pansol - Peñafrancia - Pisipis - Rizal - Rizal - Roma - Rosario - Samat - San Andres - San Antonio - San Francisco A - San Francisco B - San Isidro - San Jose - San Lorenzo Ruiz - San Miguel - San Pedro - San Rafael - San Roque - Silang - Sta. Catalina - Sta. Elena | - Sta. Jacobe - Sta. Lucia - Sta. Maria - Sta. Rosa - Sta. Teresa - Sto. Niño Ibaba - Sto. Niño Ilaya - Sugod - Sumilang - Talolong - Tan-ag Ibaba - Tan-ag Ilaya - Tocalin - Vegaflor - Vergaña - Veronica - Villa Aurora - Villa Espina - Villageda - Villahermosa - Villamonte - Villanacaob - layang Ilog A |

## Demografie
Lopez had bij de census van 2010 een inwoneraantal van 91.074 mensen. Dit waren 4.414 mensen (5,1%) meer dan bij de vorige census van 2007. Ten opzichte van de census van 2000 was het aantal inwoners gegroeid met 12.380 mensen (15,7%). De gemiddelde jaarlijkse groei in die periode kwam daarmee uit op 1,47%, hetgeen lager was dan het landelijk jaarlijks gemiddelde over deze periode (1,90%).

De bevolkingsdichtheid van Lopez was ten tijde van de laatste census, met 91.074 inwoners op 355,38 km², 256,3 mensen per km².

## Geboren in Lopez
- Vicente Salumbides (31 augustus 1893), acteur, regisseur en producent (overleden 1976).